# Brustiarius
Brustiarius — рід риб родини Арієві ряду сомоподібних. Має 2 види.

## Опис
Загальна довжина представників цього роду коливається від 30 до 60 см. Голова невелика. Очі середнього розміру. Вуси помірної довжини. Тулуб витягнутий. Спинний плавець високий, з короткою основою. Грудні плавці розвинені. Жировий плавець крихітний. Анальний плавець перевершує останній. Хвостовий плавець помірно довгий, розділений.

## Спосіб життя
Це суто прісноводні соми. Віддають перевагу озерам, річкам, що в них впадають, у невеликих кількостях зустрічаються й у каналах. Активні у присмерку. Живляться водними безхребетними і рибою.

## Розповсюдження
Мешкають у Новій Гвінеї та суміжних островах Індонезії.

## Види
- Brustiarius nox
- Brustiarius solidus
- Brustiarius utarus